# Recopa d'Europa de futbol 1962-63

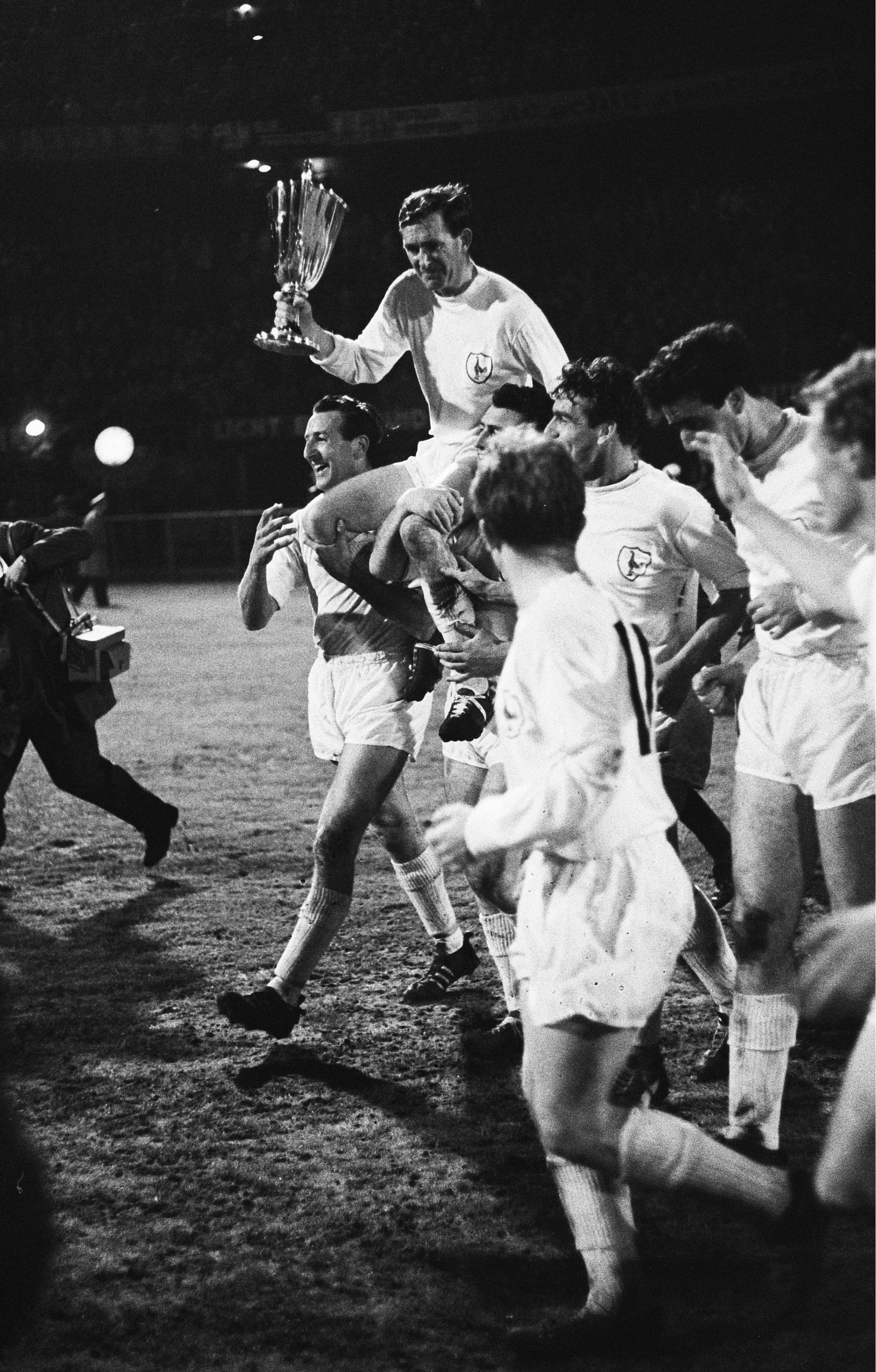
El capità dels Hotspurs Danny Blanchflower amb la Recopa d'Europa.

La Recopa d'Europa de futbol 1962-63 fou la tercera edició de la Recopa d'Europa de futbol. La final fou guanyada pel Tottenham Hotspur enfront l'Atlètic de Madrid.

## Ronda preliminar
| Equip 1            | Global | Equip 2               | Anada | Tornada |
| ------------------ | ------ | --------------------- | ----- | ------- |
| OFK Beograd        | 5-3    | SC Chemie Halle-Leuna | 2-0   | 3-3     |
| Újpesti Dósza      | 5-0    | Zagłębie Sosnowiec    | 5-0   | 0-0     |
| Bangor City F.C.   | 3-3¹   | SSC Napoli            | 2-0   | 1-3     |
| Lausanne Sports    | 5-4    | Sparta Rotterdam      | 3-0   | 2-4     |
| Rangers F.C.       | 4-2    | Sevilla FC            | 4-0   | 0-2     |
| AS Saint-Étienne   | 4-1    | Vitória FC            | 1-1   | 3-0     |
| Alliance Dudelange | 2-9    | Boldklubben 1909      | 1-1   | 1-8     |
| Steaua Bucureşti   | 4-7    | Botev Plovdiv         | 3-2   | 1-5     |
| Hibernians FC      | (abd)  | Olympiacos            | -     | -       |

¹L'SSC Napoli es classificà en el partit de desempat en vèncer per 2-1.

## Primera ronda
| Equip 1            | Global | Equip 2           | Anada | Tornada |
| ------------------ | ------ | ----------------- | ----- | ------- |
| OFK Beograd        | 7-4    | Portadown F.C.    | 5-1   | 2-3     |
| Újpesti Dósza      | 2-2¹   | SSC Napoli        | 1-1   | 1-1     |
| Lausanne Sports    | 1-2    | Slovan Bratislava | 1-1   | 0-1     |
| Tottenham Hotspur  | 8-4    | Rangers F.C.      | 5-2   | 3-2     |
| AS Saint-Étienne   | 0-3    | 1. FC Nuremberg   | 0-0   | 0-3     |
| Grazer AK          | 4-6    | Boldklubben 1909  | 1-1   | 3-5     |
| Shamrock Rovers    | 0-5    | Botev Plovdiv     | 0-4   | 0-1     |
| Atlético de Madrid | 5-0    | Hibernians FC     | 4-0   | 1-0     |

¹L'SSC Napoli es classificà en el partit de desempat en vèncer per 3-1.

## Quarts de final
| Equip 1           | Global | Equip 2            | Anada | Tornada |
| ----------------- | ------ | ------------------ | ----- | ------- |
| OFK Beograd       | 3-3¹   | SSC Napoli         | 2-0   | 1-3     |
| Slovan Bratislava | 2-6    | Tottenham Hotspur  | 2-0   | 0-6     |
| 1. FC Nuremberg   | 7-0    | Boldklubben 1909   | 1-0   | 6-0     |
| Botev Plovdiv     | 1-5    | Atlético de Madrid | 1-1   | 0-4     |

¹L'OFK Beograd es classificà en el partit de desempat en vèncer per 3-1.

## Semifinals
| Equip 1         | Global | Equip 2            | Anada | Tornada |
| --------------- | ------ | ------------------ | ----- | ------- |
| OFK Beograd     | 2-5    | Tottenham Hotspur  | 1-2   | 1-3     |
| 1. FC Nuremberg | 2-3    | Atlético de Madrid | 2-1   | 0-2     |

## Final
| Equip 1           | Global | Equip 2            | Anada | Tornada |
| ----------------- | ------ | ------------------ | ----- | ------- |
| Tottenham Hotspur | 5-1    | Atlético de Madrid | -     | -       |

| Guanyador de la Recopa d'Europa 1962-63 |
| --------------------------------------- |
| Tottenham Hotspur Primer títol          |